# Molltjärnet
Molltjärnet är en sjö i Sunne kommun i Värmland och ingår i Göta älvs huvudavrinningsområde.